# GCHQ Bude

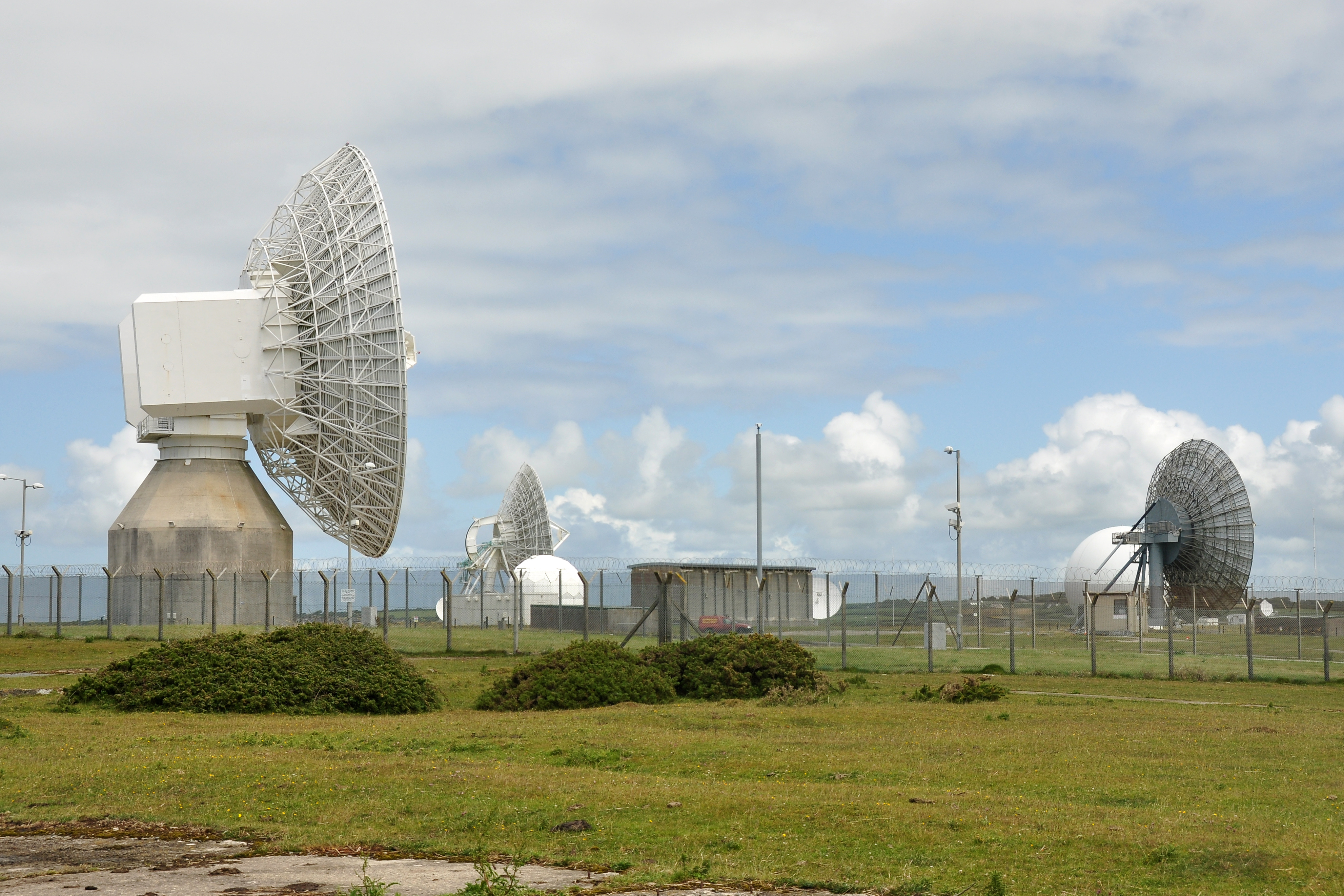
GCHQ Bude

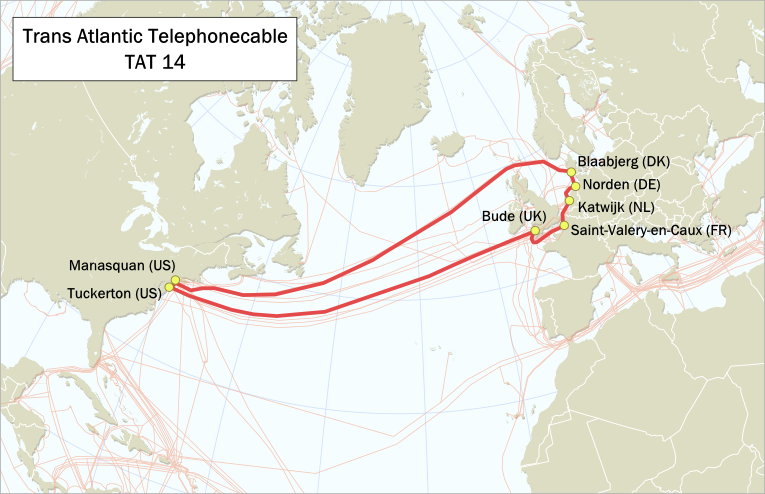
TAT-14

GCHQ Bude ist ein britischer Militärstützpunkt nördlich von Bude und südlich von Morwenstow in Cornwall. Er untersteht dem britischen Geheimdienst Government Communications Headquarters (GCHQ). Die Anlagen sind Teil des ECHELON-Programms.
In einer Depesche von US-amerikanischen Botschaften, die Wikileaks veröffentlichte, wurde das TAT-14 Überseekabel, welches eine Zwischenstation in Bude hat, als eine der wenigen „kritischen Infrastruktur- und Schlüssel Ressourcen“ der USA auf ausländischem Gebiet genannt.
Durch Unterlagen des ehemaligen NSA Mitarbeiters Edward Snowden wurde bekannt, dass Daten aus TAT-14 vermutlich in der britischen Küstenstadt Bude abgefangen wurden. Das Kabel sei eines von mehr als 200 Glasfaser-Kabeln, die der britische Geheimdienst im Rahmen des geheimen Programms Tempora anzapfe und abhöre. Dabei hat der Dienst offensichtlich direkt an Knotenpunkten des Kabels (Spleißen) bei Kommunikationsunternehmen angesetzt und musste somit nicht von außen an das Kabel gelangen. Beim Ausspähen sollen dem britischen Abhördienst zwei Telefongesellschaften behilflich gewesen sein, Vodafone und British Telecommunications (BT). Im September 2018 entschied der Europäische Gerichtshof für Menschenrechte, dass die Internetüberwachung durch den britischen Geheimdienst als Verstoß gegen die Menschenrechte rechtswidrig war.
Im Jahr 2010 hat die National Security Agency dem GCHQ für Neuentwicklungen in dieser Anlage 15,5 Millionen Pfund gezahlt.